# Грехове
„Грехове“ е български телевизионен игрален филм (комедия) от 1976 година на режисьора Любомир Дековски, по сценарий ва Венелин Пенков. Оператор е Николай Шандурков. Музиката във филма е композирана от Юри Ступел. Художник е Бистър Бояджиев.
По мотиви от разказите на Елин Пелин.
Песента изпълнява Юри Ступел.
Текстът на песента е на Миряна Башева.

## Сюжет
Отец Игнатий всяка нощ сънува, че дяволът го подтиква към грехове, но го съветва да не се изповядва, защото "съвсем човешко е да се греши". В манастирското мазе свещеникът е скътал буренце с тригодишно вино, което не убягва от погледа на монасите в манастриа. В един прекрасен слънчев ден Игнатий отива на служба в селската черква и с ужас установява, че там няма вино дори и за "комка". Притеснен, изпраща клисаря Тодор да потърси от съселяните си.
През това време монасите използват отсъствието на Игнатий и пресушават дълго пазената му бъчва, докато клисарят в селото обикаля от къща на къща и едва намира едно шише с тънко резливо вино. Тогава дяволът отново изкушава отец Игнатий. Той уж само опитва вкуса от бутликата, но не усеща как я изпива до дъно.
Добре подпийнал, по време на проповедта отец Игнатий заплашва миряните със Страшния съд. А после, по обратния път към светата обител, свещеникът е подмамен от дявола - в далечината му се привижда седнала млада жена, но когато развълнуван наближава, се оказва, че е конски череп. Не му остава нищо друго, освен да охлади страстите си в студената река.
В края на злополучния ден, когато се прибира в манастира, свещенкът намира скъпоценното си буренце празно. Изпаднал в мрачно отчаяние, отец Игнатий се изповядва на наобиколилите го монаси за сполетялото го нещастие, а те съчувствено се вайкат и кръстейки се, проклинат дявола и злата съдба....

## Актьорски състав
| Роля           | Изпълнител        |
| -------------- | ----------------- |
| отец Игнатий   | Стефан Мавродиев  |
| клисарят Тодор | Никола Чиприянов  |
| първи монах    | Минко Минков      |
|                | Ангел Ангелов     |
|                | Димитър Йорданов  |
|                | Йордан Нейчев     |
|                | Димитър Луканов   |
|                | Марина Прашанова  |
|                | Иван Божков       |
|                | Александър Грешев |
|                | Любомир Добрев    |
|                | Йордан Марков     |